# Yukan Club
Yūkan Club (有閑倶楽部?, Yūkan Kurabu, lett. "Il circolo ricreativo") è un manga giapponese scritto e disegnato da Yukari Ichijo. Serializzato nella collana Bessatsu Margaret della Shūeisha, Yūkan Club ha ricevuto il primo premio nella categoria shōjo ai Kodansha Manga Award del 1986.
Dal manga è stato anche tratto un adattamento OAV dalla Magic Bus, oltre che una serie televisiva (dorama) trasmessa sulla Nippon Television nel 2007, con Jin Akanishi, allora ancora membro dei KAT-TUN, nella parte di uno dei protagonisti.

## Trama
La storia ruota attorno a sei studenti ricchi (tre maschi e tre femmine) di un famoso liceo, che utilizzano il loro tempo libero per risolvere enigmi e tentar di portar un aiuto al capo della polizia locale, che è il padre di uno di loro. Con caratteristiche e personalità differenti, ma tutti con una predisposizione alla giustizia, di buon cuore e con valori etici molto forti, sentono una certa dose di rabbia e frustrazione contro l'assurdità e il male che regna nel mondo: ma la sfida che gli lanciano è questa, risolvere i casi più difficili e insoluti che via via verranno a presentarsi davanti ai loro occhi.

## Personaggi
Miroku Shochikubai
Figlio del commissario di polizia, mentre la madre è di nobili natali: ha voluto fondar lo Yukan Club per cercare di rimediare ai disastri commessi dal padre durante le indagini sui vari delitti. Ha il viso largo ed affilato e non disdegna di avere a che fare con membri della yakuza o bande di teppisti e gang criminali; esperto di questioni meccaniche, la sua più grande passione è la motocicletta. Negli esami scolastici è bravo soprattutto in matematica e nelle materie scientifiche. Ha i capelli castani e le guance incavate, veste in modo casual ed ha un notevole buon senso innato che lo aiuta nei momenti più difficili.
Seishiro Kikumasamune
Il cervellone del club Yukan, oltre ad essere leader del gruppo di arti marziali della scuola. Figlio del primario di un grande ospedale privato (a cui è destinato a succedere, anche se con scarso interesse), ha una sorella che studia medicina. Si classifica sempre al primo posto in ogni gruppo di studio. Buon osservatore, riesce sempre ad intuire i punti deboli delle persone. Conosce, inoltre, molteplici lingue (almeno 5 con sicurezza) ed è un esperto di farmacologia.
Granmarie Bido
Il padre è ambasciatore in Svezia, mentre la madre è di famiglia aristocratica, ha un fratello minore. Un gran narcisista che si sente al livello dei modelli più in auge, playboy incorreggibile (a causa d'una precocissima delusione d'amore vissuta quand'era ancora alle elementari). Pratica innumerevoli sport e tutti ad un buon livello, tennis, equitazione, ballo liscio, sci, scherma. Biondo, con gli occhi azzurri e perfettamente longilineo, tiene i capelli sciolti sulle spalle. Indossa camicie e giacche piene di fronzoli, al limite del dandy.
Yuri Kenbishi
Figlia di un milionario zaibatsu locale. Ha una forza sovrumana ed una capacità di riflessi eccezionale, ma anche un anomalo quanto incontrollabile appetito (la sua voracità non ha limiti). Non è molto brava a scuola. Una ragazza con davvero molto poche caratteristiche femminili: ha i capelli corti, ricci e castani e non è molto alta.
Noriko Hakushika
Ha la bellezza fascinosa ed attraente d'una perfetta "Yamato Nadeshiko", una principessa rediviva in carne ed ossa. Figlia di un pittore di fama, è esperta di cerimonia del tè e danza tradizionale giapponese, risulta esser sempre brillante in società tanto da attirar comunque su di sé tutta l'attenzione maschile (riceve sempre gran quantità di lettere d'amore da parte d'ammiratori e pretendenti alla sua mano). Ma non è solo bella, difatti è anche molto intelligente; sembra disprezzar, se non addirittura odiar, l'eccessivo interesse che gli uomini mostrano d'aver nei suoi confronti. Fa parte del direttivo culturale nel consiglio studentesco. Calma, competente e coraggiosa, anche se un po' carente in forza fisica, in quanto di costituzione più delicata. Il suo aspetto è quello di una bambolina con le labbra rosse e i capelli neri lisci a caschetto; sembra più giovane della sua età. Indossa spesso e volentieri il kimono tradizionale ed è immancabilmente ordinata e pulita.
Karen Kizakura
Di una bellezza sfolgorante, va fiera ed orgogliosa del suo aspetto (di cui ha una gran cura). Il suo obiettivo primario è quello di sposar un uomo ricco per poter così diventar celebre ed ammirata dall'intero mondo che conta. Cresciuta senza il padre (deceduto quando lei era ancora piccola) ha una madre che gestisce un'importante gioielleria. Ha un neo sotto l'occhio sinistro che la rende ancora più vamp di quanto già non sia in natura; lunghi capelli castani mossi che le scendono lungo le spalle ed il suo abbigliamento è sempre quello all'ultima moda.
Jishu Sochikubai
Padre di Miroku, prefetto di polizia. Un tipo dal sangue caldo di mezza età, innamoratissimo della moglie ancora oggi dopo più di 20 anni. Durante la guerra era collega di Mansaku; soffre di ricorrente diarrea.
Madre di Miroku
Attraente e giovanile nonostante abbia già passato da un po' la quarantina. Passa gran parte del tempo dell'anno all'estero per lavoro; ha fatto promettere al marito di mandarle un bouquet di rose ogni anno per il suo compleanno (se se ne dimenticasse chiederebbe senza esitazione il divorzio).
Mansaku Kenbishi
Padre di Yuri, gran latifondista e possessore di terreni in proprio, con un aspetto e comportamento sempre improntato alla massima tradizione (non lo si vede mai in abiti moderni). A suo tempo s'è laureato brillantemente all'università di Cambridge, in grado di parlar lingue stranissime sconosciute persino a Seishiro; ha conoscenze ed amicizie sparpagliate per tutto il mondo. Ha girato l'intera Europa da giovane; durante la guerra del Pacifico è stato un pilota d'aviazione.
Yuriko Kenbishi
Madre di Yuri, molto forte e netta di carattere, indossa un abito da cameriera quando si trova in casa.
Padre di Seishiro
Un esperto cardiochirurgo.
Sorella di Seishiro
Attualmente studentessa di medicina allo stesso ospedale paterno, sente un forte senso di rivalità nei confronti del fratello. Aspira a prendere il timone dell'ospedale a posto di Seishiro.
Otokoyama
Il cane poliziotto collie di Miroku.

## Edizioni

### Manga
La Shūeisha ha pubblicato i 19 tankōbon del manga tra il 13 dicembre 1982 ed il 15 novembre 2002. Tra il 18 maggio 2000 ed il 18 aprile 2002, la stessa Shūeisha ha ripubblicato il manga in 10 volumi kanzenban, al quale ha fatto seguito una seconda versione di 9 volumi kanzenban. La terza versione di Yukan Club ha subito anche un cambio di nome, divenendo Yūkan Club DX (有閑倶楽部 DX?, Yūkan Kurabu DX). I primi tre volumi di questa versione sono stati pubblicati insieme il 15 ottobre 2007, seguiti da altri tre pubblicati altresì simultaneamente il 15 novembre dello stesso anno. Gli ultimi tre kanzenban sono stati pubblicati il 14 dicembre. Il manga è stato pubblicato anche in Indonesia sotto licenza della Elex Media Komputindo.

### OAV
Il primo adattamento del manga è stato in forma di due original video animation. La sigla finale del primo OVA è stata Shake Dance dei Toy Boys, i quali hanno cantato anche la seconda sigla finale, Rainy Dance. Il primo OVA è stato pubblicato su VHS il 25 luglio 1991, mentre il secondo è uscito come lungometraggio nei cinema il 14 dicembre dello stesso anno. La versione in VHS del secondo OVA è stata pubblicata il 25 aprile 1992. Entrambi i VHS sono stati pubblicati dalla casa di produzione Magic Bus.

### Serie televisiva
Diretta da Oya Taro, una serie televisiva in 10 episodi è stata trasmessa sulla Nippon Television dal 16 ottobre al 18 dicembre del 2007. Il 23 aprile 2008, la VAP ha pubblicato un box DVD contenente un set di cinque DVD, in ognuno dei quali sono registrati due episodi della serie. La canzone tema della colonna sonora è Keep The Faith dei KAT-TUN, la quale ha anche ottenuto il quinto posto nella classifica Oricon dei singoli più venduti dell'anno nel 2007.
Cast principale:
- Jin Akanishi: Shochikubai Miroku
- Yū Yokoyama: Kikumasamune Seishiro
- Taguchi Junnosuke: Bido Granmarie
- Minami: Kenbishi Yuri
- Yu Kashii: Hakushika Noriko
- Emi Suzuki: Kizakura Karen
- Takeshi Kaga: Shochikubai Jishu
- Tsurutaro Kataoka: Kenbishi Mansaku
- Kazuko Kato: Kenbishi Yuriko

Il 21 novembre 2007, la Sony Music Entertainment ha pubblicato un CD singolo contenente la canzone tema del drama, il cui testo è stato scritto da Kyosuke Himuro. Pochi giorni dopo, il 28 novembre, la Wint ha pubblicato un album completo della colonna sonora di Yūkan Club. Tutte le canzoni sono cantate dall'attore protagonista Jin Akanishi e composte da Kyosuke Himuro.
Yūkan Club ha vinto quattro dei cinque premi in palio nella cerimonia di premiazione Nikkan Sports Drama Grand Prix del 2007: Jin Akanishi ha ottenuto il premio come "Miglior Attore", Junnosuke Taguchi ha vinto il premio come "Miglior Attore di Supporto"; Yu Kashii è stata premiata come "Miglior Attrice di Supporto", mentre Yūkan Club ha vinto il "Miglior Drama dell'Anno 2007".